# NGC 189
NGC 189 là một cụm sao mở nằm trong chòm sao Tiên Hậu, được Caroline Herschel phát hiện vào ngày 27 tháng 7 năm 1783 và được John Herschel phát hiện độc lập vào ngày 27 tháng 10 năm 1829.